# Territorio de Llanquihue
El territorio de colonización de Llanquihue, o territorio de Llanquihue, fue una división política-administrativa de Chile que existió entre 1853 y 1861. Tuvo como capital a la ciudad de Puerto Montt. Es la antecesora de la provincia de Llanquihue y del departamento de Llanquihue.

## Historia

### Antecedentes
A partir de 1852, el agente colonizador Vicente Pérez Rosales comenzó a expandir la región de la colonización alemana hacia el sur de Valdivia, en la zona en torno al lago Llanquihue. Pérez Rosales decidió fundar un puerto en el seno de Reloncaví que funcionara como puerta de entrada a la zona de Llanquihue y como conexión marítima tanto con Chiloé como con Valdivia. Así, el 12 de febrero de 1853, en el astillero de Melipulli fundó el poblado de Puerto Montt, en honor al presidente de aquella época, Manuel Montt. De igual forma, fue fundada junto al lago Llanquihue la ciudad de Puerto Varas, bautizada en honor al ministro Antonio Varas. 

### Creación del territorio
La zona que estaba siendo colonizada por Pérez Rosales se encontraba bajo la administración de las provincias de Valdivia y Chiloé, por lo que el gobierno vio la necesidad de que el territorio estuviera bajo una sola división administrativa y que contara con un régimen adecuado a las circunstancias. Cuatro meses y medio después de la fundación de Puerto Montt, mediante decreto del 27 de junio de 1853 del Ministerio del Interior y de Relaciones Exteriores, el gobierno de Manuel Montt creó el territorio de colonización de Llanquihue, a partir de territorios de las provincias de Valdivia y Chiloé.
Los límites de la nueva entidad quedaron definidos de la siguiente manera:

Al este, la cordillera de Los Andes;

al norte, el río de las Damas en todo su curso hasta una legua de la ciudad de Osorno;
al poniente, una línea recta que partiendo desde el puente del río de las Damas, que acaba de mencionarse, remate en la confluencia del río Rahué con el Negro, y siga el curso de este río hasta una distancia de siete leguas de la laguna de Llanquihue, desde cuyo punto seguirá conservando la misma distancia de la parte occidental de esta laguna hasta tocar con el seno de Reloncaví en frente de la isla de Mailén;
y al sur, una línea que partiendo de la Boca del Este o astillero de Reloncaví, corra recta hasta la Cordillera de los Andes.

Quedarán comprendidas en este territorio las islas de Trenglo y Mailén.
Decreto Colonización en Llanquihue, 27 de junio de 1853

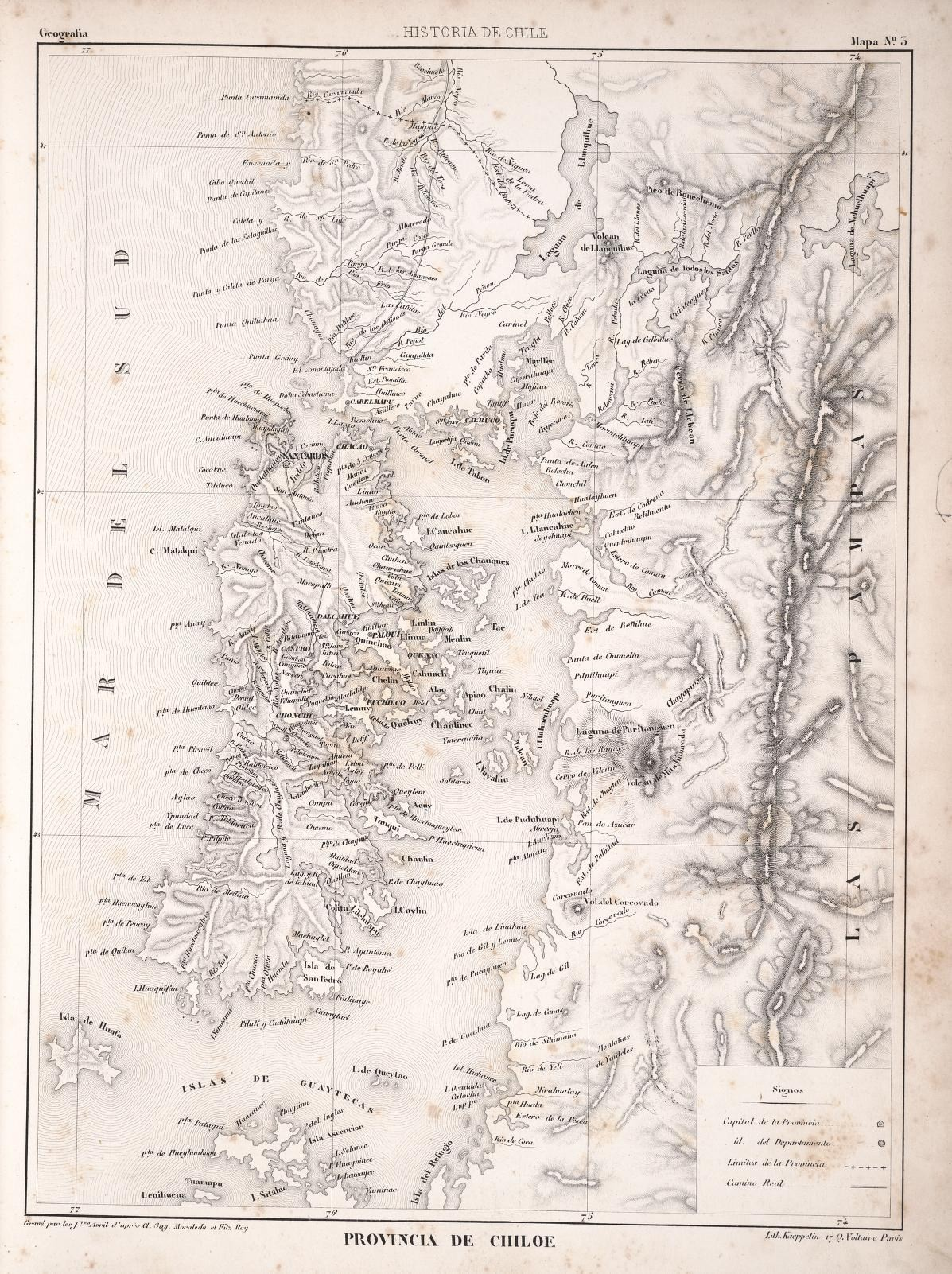
Mapa de Claudio Gay publicado en 1854 que ilustra la zona del lago Llanquihue antes de la creación del territorio de colonización.

Ese mismo día, mediante otro decreto, el gobierno también oficializó la población Astillero de Melipulli —eventualmente conocida como Puerto Montt—, la cual fue establecida como cabecera de la nueva división administrativa. Vicente Pérez Rosales quedó designado como intendente del nuevo territorio, cargo en el que se mantuvo hasta 1854.
Al día siguiente, se ordenó la construcción de una iglesia, una escuela y una cárcel. Asimismo, entre otras resoluciones, se designó un médico, se creó el cargo de capellán y se creó una tesorería.

## División administrativa
En diciembre de 1853 se crearon dos subdelegaciones, separadas una de otra por el lago Llanquihue y el río Maullín. En noviembre de 1854 se precisó el límite occidental del territorio.
El decreto del 6 de julio de 1859 realizó una nueva división del territorio, estableciéndose tres subdelegaciones y quince distritos:
| Subdelegación         | Distritos          |
| --------------------- | ------------------ |
| 1.a, Puerto Melipulli | N.° 1 Huelmu       |
| 1.a, Puerto Melipulli | N.° 2 Ilque        |
| 1.a, Puerto Melipulli | N.° 3 Panitan      |
| 1.a, Puerto Melipulli | N.° 4 Maillen      |
| 1.a, Puerto Melipulli | N.° 5 Cayenel      |
| 1.a, Puerto Melipulli | N.° 6 Melipullí    |
| 1.a, Puerto Melipulli | N.° 7 Coihuin      |
| 1.a, Puerto Melipulli | N.° 8 Larca        |
| 2.a, Llanquihue       | N.° 1 Puerto Varas |
| 2.a, Llanquihue       | N.° 2 Frutillar    |
| 2.a, Llanquihue       | N.° 3 Octay        |
| 3.a, Cancura          | N.° 1 Cancura      |
| 3.a, Cancura          | N.° 2 Rahue        |
| 3.a, Cancura          | N.° 3 Las Quemas   |
| 3.a, Cancura          | N.° 4 Río Negro    |

## Demografía
El censo de 1854, el único realizado durante la existencia del territorio de colonización, determinó que en ese año la población era de 3826 habitantes:
- 1.a subdelegación (sur): 1941 habitantes.

- 2.a subdelegación (norte): 1638 habitantes.

- Colonia alemana: 247 habitantes.

## Fin del territorio
La ley del 22 de octubre de 1861, promulgada durante el inicio del gobierno de José Joaquín Pérez, puso fin al Territorio de Colonización de Llanquihue, al crear la provincia de Llanquihue con tres departamentos. La ley segregó el departamento de Carelmapu de la provincia de Chiloé, el departamento de Osorno de la provincia de Valdivia y creó el departamento de Llanquihue. La ciudad de Puerto Montt fue designada como cabecera de la provincia.